# Wrap Your Troubles in Dreams
Wrap Your Troubles in Dreams – trzeci album studyjny fińskiej grupy The 69 Eyes. Został wyprodukowany przez Gaga Goodies/Poko Rekords w 1997 roku. Wydawnictwo okazało się punktem zwrotnym w karierze zespołu, sygnalizując odejście od glam metalu na rzecz rocka gotyckiego. Wśród nagranych piosenek znajduje się utwór „Call Me”, będący coverem piosenki amerykańskiej grupy rockowej Blondie. Po raz pierwszy wśród muzyków zaproszonych do nagrania pojawia się Ville Valo z fińskiej formacji HIM, który będzie stałym gościem na kolejnych płytach.

## Lista utworów
1. „Call Me” (feat. Ville Valo) – 3:50
2. „D.I.D.” – 2:57
3. „Broken Man” (feat. Ville Valo) – 3:04
4. „Get Around” – 3:05
5. „Too Much to Lose” – 3:03
6. „Sore Loser” – 4:03
7. „Skanky Man” – 3:54
8. „Wrap Your Troubles in Dreams” – 4:51
9. „Hellcity 1999” – 3:16
10. „Turbobitch” – 3:33
11. „L8R S8N” – 4:24

## Single
Call Me
1. „Call Me” (Edit)
2. „Broken Man”
3. „Wrap Your Troubles in Dreams”

## Muzycy
- Jyrki 69 – śpiew
- Timo-Timo – gitara rytmiczna
- Bazie – gitara prowadząca
- Jussi 69 – perkusja
- Archzie – gitara basowa